# Acidente aéreo do C-130H Hercules na Indonésia em 2009
O acidente aéreo do C-130H Hercules em 2009 ocorreu no dia 20 de maio, em Geplak, em Java, Indonésia. O avião caiu sobre algumas habitações da aldeia.

## A queda e causas
O aparelho, um Hércules C-130 da Força Aérea, primeiro se chocou contra várias casas antes de tocar em terra no meio de um arrozal na província de Java Oriental, partindo-se em dois no momento do embate, sendo a parte da cauda projetada para um campo vizinho. Esta foi a única parte do avião que permaneceu intacta, sendo o resto da fuselagem consumido pelas chamas. O acidente pode estar relacionado com a deficiente manutenção dos aparelhos da força aérea, a maioria de origem estadunidense. Os EUA impuseram um embargo de armas e equipamento nos anos 90, só revogado em 2005. Assim, a manutenção dos aparelhos depende, em muito, da "canibalização" de peças de outras aeronaves. O chefe da comissão parlamentar do Ministério da Defesa, Yusron Ihza Mahendra, culpou o Executivo pela tragédia, por ter reduzido para menos de 10% o total do orçamento para manutenção da frota de aviões da Força Aérea.
Vários moradores da área relataram a rádios locais que escutaram uma forte explosão e que, logo em seguida, uma das asas se desprendeu da aeronave, que então começou a voar baixo sobre um grupo de casas antes de explodir e se partir em dois ao cair no meio do arrozal. Os restos carbonizados da fuselagem do aparelho se encontram espalhados por uma enorme área coberta de barro.

## Mortos e feridos
A bordo viajavam mais de 100 pessoas, pois alguns dos ocupantes eram oficiais e soldados que estavam com suas famílias. O número de mortos já alcançou o número de 101, entre eles 14 crianças, enquanto os feridos se recuperam nos hospitais da província de Java Oriental.